# جون إس. هندرسون
جون إس. هندرسون (بالإنجليزية: John S. Henderson)‏ هو محامي وقاضي وسياسي أمريكي، ولد في 6 يناير 1846، وتوفي في 9 أكتوبر 1916. حزبياً، نشط في الحزب الديمقراطي. وقد انتخب عضو مجلس ولاية كارولاينا الشمالية وانتخب عضو مجلس نواب كارولينا الشمالية وانتخب عضو مجلس النواب الأمريكي.